# Bibioj
Bibioj es un despoblado del municipio español de Villahermosa del Río, perteneciente a la provincia de Castellón, en la Comunidad Valenciana.

## Historia
Hacia finales del siglo XIX, el caserío, ya por entonces perteneciente a Villahermosa, tenía contabilizada una población de 106 habitantes. El lugar quedó deshabitado. En 2023 la entidad singular de población de Bibioj tenía 1 habitante empadronado.